# Allmänna domstolar
Allmänna domstolar är domstolar med allmän behörighet att pröva mål och ärenden. Behörigheten för en allmän domstol följer oftast av lag, men en allmän domstol kan även ha behörighet att ta upp mål på grund av den så kallade restkompetensen. En allmän domstol kan således vara behörig att pröva en fråga om det inte finns någon annan domstol som är direkt behörig. Allmänna domstolar är tingsrätt, hovrätt och Högsta domstolen.
Allmänna domstolar är en organisatorisk enhet i svenska rättsväsendet. Till de allmänna domstolarna i Sverige räknas tingsrätter, hovrätter och högsta domstolen. Domstolarnas eller instansernas huvudsakliga uppgift är att lösa tvister mellan medborgare och pröva åtal: Tvistemål respektive brottmål. Numera har man även utvidgat ansvarsområdet så att tingsrätter har rätt att utöva viss offentliga kontroll såsom prövning av ansökan om adoption, vissa namnbyten, etc.